# Festival Sinfonia en Périgord
 (octobre 2019).
Le festival Sinfonia en Périgord, consacré à la musique baroque, a été créé en 1990 par Michel et David Théodorides. Sa dissolution a été actée en février 2025.

## Description
Sinfonia en Périgord est créé en 1990 par Michel et David Théodoridès, père et fils. Le festival se déroule chaque année à la fin du mois d'août, dans certains lieux du patrimoine de la région de Périgueux : abbayes de Chancelade et de Brantôme, églises ou musées de Périgueux.
Accueillant des formations baroques de niveau national et international, de nombreux ensembles prestigieux se sont produits à l'occasion du festival Sinfonia en Périgord depuis ses débuts et notamment Les Arts Florissants, Patricia Petibon, Philippe Jaroussky ou Le Concert spirituel. Soucieux de favoriser l'émergence des jeunes artistes, le festival fait aussi intervenir à chaque édition de nouveaux ensembles dans son cycle « Jeunes Talents ».
À partir de 1992, le festival est membre de la fédération France Festivals.
À compter de 2001, David Théodoridès assure la direction générale et artistique du festival.
En 2010, l'association « Culture loisirs animations Périgueux » (CLAP) est créée afin d'organiser le festival et d'enrichir ses activités,.
En 2013, 4 200 spectateurs ont assisté au festival. Ce chiffre en constante augmentation reflète la volonté du festival de toujours élargir son public afin de faire découvrir la musique baroque au plus grand nombre.
En 2019, la 29e édition s'est tenue du 24 au 31 août et propos 21 concerts à Agonac, Chancelade, Chantérac, Mensignac, Périgueux, Razac-sur-l'Isle, Sorges et sept autres communes. Environ 6 300 personnes ont assisté à ces concerts, soit une hausse de 25 % par rapport à l'année précédente, et 10 % par rapport à 2017.
En 2021, Sébastien d'Hérin, claveciniste, chef d'orchestre et cofondateur de l'ensemble baroque Les Nouveaux Caractères, succède à David Théodoridès comme directeur artistique du festival.
Les 15 concerts de l'édition 2023 (32e édition) sont prévus à Périgueux (église Saint-Étienne-de-la-Cité, hôtel Brou de Laurière, salons de la préfecture, théâtre de L'Odyssée), mais également au château de Bourdeilles, à l'église Saint-Jean-Baptiste de Saint-Jean-de-Côle et à l'église Saint-Germain-d'Auxerre de Sorges.
En 2024, le Festival connaît une baisse de fréquentation, avec 2 000 spectateurs contre 3 000 deux ans plus tôt.
Face à des difficultés financières d'origines diverses (« absence de mécénat », « baisse de la billetterie depuis trois ans » et « baisse des subventions »), une assemblée générale extraordinaire s'est conclue en février 2025 par la dissolution de l'association Sinfonia en Périgord et la disparition du festival,.

## Parmi les artistes et ensembles accueillis depuis la création du Festival
- Amandine Beyer
- Amarillis
- A Sei Voci[1]
- Benjamin Alard
- Concerto Italiano[1]
- Concerto Koln
- Doulce Mémoire
- Ensemble Clément-Janequin[1]
- Ensemble Elyma
- Ensemble Matheus
- Ensemble Sagittarius
- Ensemble Zefiro
- Europa Galante
- Il Giardino Armonico[1]
- Gustav Leonhardt[1]
- Hesperion XXI
- Isabelle Druet
- James Bowman
- Jérémie Rhorer
- Jordi Savall
- Kenneth Weiss
- L'Arpeggiata
- La Chapelle Rhénane
- La Fenice
- La Simphonie du Marais
- La Veneziana
- Le Baroque Nomade
- Le Concert d'Astrée
- Le Concert spirituel
- Le Palais royal
- Le Poème Harmonique
- Les Folies Françoises
- Les Musiciens du Louvre[1]
- Les Ombres
- Musica Antiqua Köln
- Ophélie Gaillard
- Philippe Jaroussky
- Quatuor Mosaïques
- Rosasolis
- Skip Sempé
- Ton Koopman[1]
- Véronique Gens